# Вента, Хави
Хавьер Родригес «Хави» Вента (исп. Javier Rodríguez "Javi" Venta; 13 декабря 1975, Пола-де Сьеро, Испания) — испанский футболист, правый защитник.

## Карьера
До 1999 за известные клубы не играл, пока тогда не подписал контракт с «Вильярреалом». Там он провёл 11 лет, если не учитывать аренды в «Расинг Ферроль» и «Тенерифе» и стал настоящим кумиром болельщиков «подводников». За 11 лет, проведённые в «Вильярреале», Вента сыграл 182 матча, но забил только 1 мяч. В 2010 он подписал контракт с «Леванте», перейдя туда на правах свободного агента, где отыграл 2 года. После чего вернулся на «Эль-Мадригал», чтобы помочь Жёлтой субмарине выйти обратно в Примеру после понижения в классе. Клуб нуждался в нём, и Вента как раз вовремя пришёл на помощь «подводникам».